# Zaklopača, Grocka
Zaklopača (izvirno srbsko Заклопача) je naselje v Srbiji, ki upravno spada pod Mestno občino Grocka; slednja pa je del Mesta Beograd.

## Demografija
V naselju živi 1846 polnoletnih prebivalcev, pri čemer je njihova povprečna starost 41,2 let (40,3 pri moških in 42,0 pri ženskah). Naselje ima 690 gospodinjstev, pri čemer je povprečno število članov na gospodinjstvo 3,26.
To naselje je v glavnem srbsko (glede na popis iz leta 2002), a v času zadnjih 3 popisov je opazen porast števila prebivalcev.
|  |

| Demografija | Demografija     | Demografija     |
| Leto        | Št. prebivalcev | Št. prebivalcev |
| ----------- | --------------- | --------------- |
|             |                 |                 |
|             |                 |                 |
|             |                 |                 |
|             |                 |                 |
| 1948        | 1860            |                 |
| 1953        | 1871            |                 |
| 1961        | 1782            |                 |
| 1971        | 1807            |                 |
| 1981        | 1946            |                 |
| 1991        | 2197            | 2109            |
| 2002        | 2285            | 2252            |
|             |                 |                 |

| Etnična sestava po popisu iz leta 2002 | Etnična sestava po popisu iz leta 2002 | Etnična sestava po popisu iz leta 2002 | Etnična sestava po popisu iz leta 2002 | Etnična sestava po popisu iz leta 2002 |
| -------------------------------------- | -------------------------------------- | -------------------------------------- | -------------------------------------- | -------------------------------------- |
| Srbi                                   | Srbi                                   |                                        | 2.200                                  | 97,69%                                 |
| Črnogorci                              | Črnogorci                              |                                        | 6                                      | 0,26%                                  |
| Jugoslovani                            | Jugoslovani                            |                                        | 4                                      | 0,17%                                  |
| Bolgari                                | Bolgari                                |                                        | 3                                      | 0,13%                                  |
| Hrvati                                 | Hrvati                                 |                                        | 2                                      | 0,08%                                  |
| Slovenci                               | Slovenci                               |                                        | 1                                      | 0,04%                                  |
| Slovaki                                | Slovaki                                |                                        | 1                                      | 0,04%                                  |
| Rusi                                   | Rusi                                   |                                        | 1                                      | 0,04%                                  |
| Romuni                                 | Romuni                                 |                                        | 1                                      | 0,04%                                  |
| Makedonci                              | Makedonci                              |                                        | 1                                      | 0,04%                                  |
| Albanci                                | Albanci                                |                                        | 1                                      | 0,04%                                  |
| Neznano                                | Neznano                                |                                        | 7                                      | 0,31%                                  |